# Napoleonsko Napuljsko Kraljevstvo
Napoleonsko Napuljsko Kraljevstvo naziv je za razdoblje Napuljskoga Kraljevstva od 1806. do 1815. godine, kada je bilo francuska vazalna država smještena u Južnoj Italiji. Osnovano je kada je Joseph Bonaparte, stariji brat Napoleona I. Bonapartea, postavljen na prijestolje Napuljskoga Kraljevstva.
Kada je Joseph postao kralj Španjolske 1808. godine, Napoleon je postavio svojega šogora Joachima Murata da ga zamijeni. Murat je kasnije svrgnut na Bečkomu kongresu 1815. godine jer je napao Austrijsko Carstvo, započevši Austro-napuljski rat u kojemu je odlučno poražen u Bitki kod Tolentina.

## Povijest
Britanska dominacija nad Sredozemljem onemogućila je Francuzima da preuzmu kontrolu nad Sicilijom, stoga je francuska moć bila ograničena samo na kopneno Napuljsko Kraljevstvo, dok je Ferdinand i dalje boravio i vladao Kraljevinom Sicilije.
U Bitki kod Tolentina (3. svibnja 1815.), napuljska je vojska bila potisnuta. Iako je Murat pobjegao u Napulj, njegova je pozicija bila neodrživa te je uskoro nastavio svoj bijeg, napustivši Napulj i krenuvši za Francusku.
Ferdinand je ubrzo vraćen na napuljsko prijestolje, a Bečki kongres potvrdio je ujedinjenje Napuljskoga Kraljevstva i Kraljevine Sicilije, koji su se 1816. godine ujedinili u Kraljevinu Dviju Sicilija koja je trajala do 1861. godine.

## Vojska
Vojska Napuljskoga Kraljevstva bila je naoružana kopnena snaga koja je, zajedno s Grande Armée, sudjelovala u mnogim važnim kampanjama Napoleonskih ratova.
Napoleonovom okupacijom i stvaranjem novoga kraljevstva 1806. godine, napuljsko je prijestolje prvotno bilo povjereno Napoleonovu bratu Josephu Bonaparteu. Od 1808. do 1815. godine na napuljsko prijestolje umjesto Josepha dolazi Joachim Murat, jedan od najsjajnijih vojnih zapovjednika Napoleonskoga Francuskog Carstva.
Nakon likvidacije Joachima Murata, napuljska vojska nije bila raspuštena, već je bila spojena s drugom vojskom koju su Burbonci zadržali tijekom svojega progonstva na Siciliji.

## Državni simboli
- Zastava korištena za vrijeme Josepha Bonapartea (1806. – 1808.).
- Zastava korištena 1808. – 1811. godine.[a]
- Zastava korištena 1811. – 1815. godine.[b]
- Civilna zastava.
- Grb korišten za vrijeme Josepha Bonapartea (1806. – 1808.).
- Grb korišten za vrijeme Joachima Murata (1808. – 1815.).